# Ron Aspery
Ronald „Ron“ Aspery (* 3. Juni 1943 in Middlesbrough; † 10. Dezember 2003 in Saltdean, East Sussex) war ein britischer Fusionmusiker (Alt- und Sopransaxophon, Flöte, Keyboard).
Aspery lernte ab dem zwölften Lebensjahr Saxophon und spielte zunächst im Middlesbrough Municipal Junior Orchestra und bei seinem Lehrer Jimmy Carr, dann als professioneller Musiker im Orchester von Eric Delaney; daneben jammte er mit Colin Hodgkinson. 1971 gründete er mit diesem das Fusion-Trio Back Door, das bis 1977 bestand, mehrere Alben einspielte und erfolgreich international tourte. Dabei hatte er in London und in Paris die Gelegenheit, mit Miles Davis aufzutreten. In den nächsten Jahren trat er mit Chris Rea, Status Quo, Ronnie Scott und Keith Richards auf. Auch mit Alexis Korner trat er oft auf und wirkte auf einigen seiner Platten mit. Mit Ray Russells RMS, Gil Evans und Mark Isham spielte er 1983 auf dem Montreux Jazz Festival. 1984 holte ihn John Williams zu seiner Crossover-Band Sky, mit der er auch auf Australien-Tournee ging. Er leitete 1988 auch das English Jazz Quartet auf dem Festival Jazz At The Mill in Adelaide. 2003 kam es zu mehreren Konzerten mit Backdoor, die auch auf der CD Askin’ the Way dokumentiert wurden. Im Laufe seiner Karriere kam es zu vielen Gastbeiträgen bei Aufnahmen von bekannten Künstlern, wie z. B. Roger Daltrey, Roger Glover, Glenn Hughes, Meat Loaf und Whitesnake.